# پوما رانرا (کوندسویوس)
پوما رانرا (به اسپانیایی: Puma Ranra) یک کوه در پرو است که در Peru, Arequipa Region, Condesuyos Province واقع شده‌است. پوما رانرا ۴٬۸۰۰ متر بالاتر از سطح دریا واقع شده‌است.